# Vurnon Anita
Vurnon Anita, né le 4 avril 1989 à Willemstad, est un footballeur international curacien. Il joue au poste de milieu défensif ou d'arrière gauche au Al-Orobah FC.

## Biographie
Né dans les Antilles néerlandaises, c'est sur son île qu'il commence à jouer au football dans les clubs locaux du CVV Willemstad. Puis, il part vivre aux Pays-Bas et joue dans le club amateur du VV Maarssen avant de rejoindre le centre de formation de l'Ajax Amsterdam en 1999.
Il rejoint l'équipe A en signant un contrat chez les pro en 2005 sous l'impulsion de l'entraîneur du club de l'époque, Marco van Basten, qui le fait rester au club malgré les intérêts de certains clubs étrangers pour lui tels qu'Arsenal, Newcastle ou Tottenham.
Le 16 août 2012, le club anglais de Newcastle United officialise sa signature pour cinq ans.
Le 8 novembre 2012, il inscrit son premier but avec Newcastle United lors du match de Ligue Europa face au FC Bruges (2-2).
Le 6 juillet 2017, il rejoint Leeds United.
Le 31 août 2018, il est prêté à Willem II.

## Palmarès
Ajax Amsterdam
- Championnat des Pays-Bas
  - Vainqueur en 2011 et 2012.
- Coupe des Pays-Bas
  - Vainqueur en 2010

 Newcastle United
- Football League Championship (D2 anglaise)
  - Champion en 2017.